# Mid-Century Modern
Mid-Century Modern est une sitcom américaine créée par Max Mutchnick et David Kohan diffusée à partir du 28 mars 2025 sur la plateforme Hulu. La série est produite par Ryan Murphy. 
Pour les pays francophones, la série est disponible sur la plateforme Disney+ à partir du 18 avril 2025.
La série est marquée par le décès de l'actrice Linda Lavin.

## Synopsis
À la suite du décès inattendu d'un proche, trois amis gays d’un certain âge décide de passer leurs prochaines années à Palm Springs.

## Distribution

### Acteurs principaux
- Nathan Lane (VF : Jean-Loup Horwitz) : Bunny Schneiderman
- Matt Bomer (VF : Jérémy Bardeau) : Jerry Frank
- Nathan Lee Graham (VF : Vincent Bonnasseau) : Arthur Broussard
- Linda Lavin (VF : Michèle Bardollet) : Sybil Schneiderman

### Acteurs récurrents
- Pamela Adlon (VF : Emmanuelle Rivière) : Mindy Schneiderman
- Richard Kind (VF : Bernard Bollet) : Caroll Mintz
- Zane Phillips (VF : Clément Moreau) : Mason

### Invités
- Renan Pacheco (VF : Benjamin Pascal) : Antonio Sandoval
- Vanessa Bayer (VF : Véronique Soufflet) : Liz
- Jesse Tyler Ferguson (VF : Jérôme Berthoud) : Tevin
- Cheri Oteri : Denise Buckley
- Billie Lourd : Becca Frank
- Skyler Stone : Shane
- Kim Coles (VF : Daria Levannier) : Yvonne Wilson
- Sinem Gulturk (VF : Sophie Ouaknine) : Mary
- Adam Hagenbuch (VF : Adrien Grassard) : Bo
- Rhea Perlman (VF : Marie-Martine) : Judy
- Stephanie Koenig (en) (VF : Barbara Beretta) : Penny Newton-Breene
- Marques Ray (VF : Benjamin Pascal) : le serveur
- Judd Hirsch (VF : Jean Barney) : Alan

 Source et légende : version française (VF) sur RS Doublage

## Production

### Développement
Le 19 juin 2024, le créateur Ryan Murphy annonce la préparation d'une sitcom comédie pour la plateforme de streaming Hulu. Les deux créateurs de la série Will et Grace, Max Mutchnick et David Kohan seront les showrunners et Ryan Murphy sera le producteur de la série.
Le 6 mars 2025, Hulu dévoile la première bande annonce de la série qui sera diffusée à partir du 28 mars 2025 aux États-Unis.

### Attribution des rôles
Le 19 juin 2024, l'acteur Matt Bomer (qui a déjà travaillé avec le créateur Ryan Murphy pour American Horror Story, The Boys in the Band et American Horror Stories) est annoncé au casting et jouera le rôle de Jerry Frank, un homme qui a quitté sa vie religieuse et divorcé de sa femme après son coming-out. Il est rejoint par l'acteur Nathan Lane qui jouera le rôle de Bunny Schneiderman, un homme en quête d'amour et de l'actrice Linda Lavin qui jouera le rôle de Sybil Schneiderman, la mère de Bunny Schneiderman. L'acteur Nathan Lee Graham jouera le rôle de Arthur Broussard.
Le 24 janvier 2025 à la suite du décès de l'actrice Linda Lavin le 29 décembre 2024, le créateur Max Mutchnick explique que son personnage va disparaitre au cours de la saison.

## Episodes
La première saison est composée de 10 épisodes diffusée à partir du 28 mars 2025 sur Hulu.
1. Adieu, Georges (Bye, George)
2. Travailleurs, travailleuses (Working Girls)
3. Turbulences (Turbulence)
4. Je n'ai jamais… (Never Have I Ever)
5. Bonjour, Fire Island (Hello, Fisty's)
6. Homme à tout faire (Maid Serviced)
7. Aime ton voisin (Love Thy Neighbor)
8. Tennis amer (Sour Pickleball)
9. À la vôtre, Mme Schneiderman (Here's to You, Mrs. Schneiderman)
10. Le spectacle continue (The Show Must Go On)